# Rete tranviaria di Firenze (1879-1958)
La prima rete tranviaria di Firenze entrò in servizio nel 1879 e divenne ben presto famosa per integrare la prima tranvia a trazione elettrica italiana, la Firenze-Fiesole.
Penalizzata come molti impianti analoghi dall'avvento della motorizzazione privata e da un orientamento politico non favorevole ai sistemi di trasporto pubblico di massa, la rete subì nel secondo dopoguerra un progressivo declino fino alla chiusura dell'ultima linea, avvenuta nel 1958.
A partire dal 2010 il tram è tornato nuovamente a percorrere le strade di Firenze, con la prima di un insieme di linee che prevedono il rilancio di questo sistema di trasporto.

## Storia
Da tempo avviato il servizio di carrozze a cavalli a cura della Impresa Generale degli Omnibus per la capitale d'Italia, nel 1873, una commissione comunale presentò il progetto di una linea tranviaria con percorso circolare lungo i viali di Circonvallazione che erano sorti in luogo delle mura cittadine e di una serie di linee radiali e che potessero essere prolungate verso i paesi vicini.
La relativa concessione fu affidata alla Banca di Bruxelles e il relativo capitolato sottoscritto l'11 giugno del 1874, ma lo stesso rimase inattuato per diversi anni. Detta concessione fu ceduta poi alla Société Générale des Tramways. Nel 1881 la Società Anonima Les Tramways Florentins (TF), emanazione della SGT, passò alla Société Générale des Chemins de Fer Economiques (SGCFE), nota come società Belga dopo il subentro di quest'ultima alla SGT.

### L'esercizio della "Belga" e la "rete comunale"
Il 5 aprile del 1879 venne inaugurata la prima tranvia a cavalli che collegava Firenze a Peretola e l'anno seguente giunse fino a Prato e a Poggio a Caiano. La concessione, dopo l'abbandono di Andrea Bettini, fu affidata ad Édouard Otlet e Ferdinand Guillon. La tranvia era gestita dalla TF.
Nel 1898 la Belga rilevò la società Tranvia del Chianti e nello stesso anno le sette linee tranviarie ippotrainate di Firenze furono trasformate in linee tranviarie elettriche.
Nella seconda parte degli anni novanta la zona centrale della città, risultava servita sia dalla società Belga che dagli omnibus con una concorrenza solo formale in quanto nel 1897 la Les Tramways Florentins acquisì il controllo una cospicua quota della società degli Omnibus, la quale sopravvisse fino al 31 dicembre 1905.
Il 13 gennaio 1906 fu approntata la nuova "Convenzione con la società dei tranvai fiorentini per l'esercizio di nuove linee" che vide l'assegnazione dell'intero servizio alla società Les Tramways Florentins; contestualmente il Comune di Firenze stabilì di sostituire le linee di omnibus con linee tranviarie costruite a carico dello stesso dando origine alla cosiddetta "rete comunale.
Nel 1914 la società fiorentina valeva in azioni circa 1 milione di franchi, rappresentando l'11,16% del portafoglio della SGCFE in Italia e poco più del 3% del portafoglio globale internazionale; tale situazione favorevole sembrò doversi concludere con il tentativo di municipalizzazione attuato dal Commissario Prefettizio che, alla fine del 1914, prima scadenza utile per il riscatto delle linee "comunali", ritenne opportuno avviare tale procedura, lasciando alle valutazioni dell'Amministrazione successiva la possibilità o meno di procedere. Il riscatto appariva per il Comune un'operazione finanziariamente vantaggiosa, tuttavia l'avvento della prima guerra mondiale mutò radicalmente il quadro economico e tale progetto fu accantonato.
Gli anni fra il 1906 ed il 1911 furono i migliori per lo sviluppo e la redditività della Société Les Tramways Florentins, che aveva allora un capitale di 10 milioni di Franchi belgi, suddiviso in 40.000 azioni di 250 franchi ciascuna; per attuare gli investimenti la società procedette all'emissione di obbligazioni per altri 10 milioni di franchi belgi.
La situazione economica della Société Les Tramways Florentins andò in seguito aggravandosi; l'ultimo anno di utile fu il 1915. Il bilancio 1919 si chiuse con una perdita di oltre 4 milioni di franchi e le previsioni per il 1920 erano ancora peggiori, prospettando il rischio di fallimento o liquidazione. A ciò si aggiunsero una serie di vertenze tra la Tramways Florentins e la Società mineraria ed elettrica del Valdarno e un calo dei viaggiatori. In seguito al regio decreto n. 40 del 29 gennaio 1922 il Governo intervenne tuttavia con agevolazioni per le società esercenti servizi pubblici e la TF fu ammessa a godere di tali benefici tanto per la rete extraurbana che per quella urbana; la riorganizzazione amministrativa e una riduzione del personale portarono per alcuni anni a una fase relativamente stabile.

### Le tranvie extraurbane

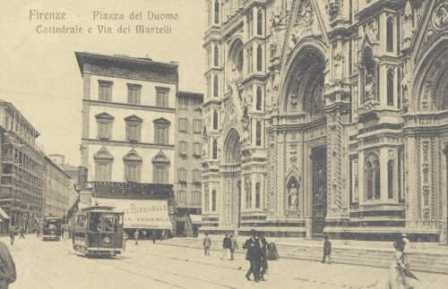
Tram in piazza del Duomo

Dagli inizi degli anni ottanta del diciannovesimo secolo le tranvie fiorentine cominciarono ad estendersi verso le località limitrofe. Con atto 4 agosto 1881, stipulato fra il Comune di Sesto Fiorentino e la TF si concedeva alla stessa l'occupazione delle strade di Sesto e di Castello per l'impianto della linea tranviaria. Il 17 maggio 1880 anche la città di Prato veniva raggiunta dal tram a vapore. Fra la metà degli anni ottanta e i primi anni novanta furono aperte le linee per Rovezzano, Bagno a Ripoli, Settignano, Fiesole e il Chianti.
La costruzione delle tranvie extraurbane poteva considerarsi conclusa nel 1895, anno in cui risultavano in esercizio 92,782 km di tramvie a vapore la cui gestione era curata dalla fra la società Les Tramways Florentins (linee di Signa, Prato, Poggio a Caiano) e dalla Società per le Tramvie della Provincia di Firenze (Linee del Chianti e linea di Fiesole). La trazione animale si estendeva per 27,895 km.
La tramvia a cavalli di Sesto faceva capolinea nella Piazza della stazione ferroviaria centrale, quelle provenienti dai paesi a monte di Firenze terminavano nei dintorni di piazza della Signoria ed infine la tranvia di Fiesole arrivava a piazza San Marco: il "Capitolato per il prolungamento entro la città di Firenze dei tranvai esistenti" sottoscritto nel 1896 consentì di portare tali capolinea nei pressi del duomo, con l'eccezione di quello della linea per Signa, il cui capolinea rimaneva in Oltrarno. Contestualmente si decise di elettrificare l'intera rete entro il territorio comunale; gli utenti passarono da 7.800.000 nel 1899 a più di 9.000.000 nel 1902. La durata della concessione era di 50 anni. La prima linea elettrificata fu quella per Bagno a Ripoli di 6,781 km, attivata il 31 ottobre 1898; il 17 novembre entrò in esercizio la linea elettrica piazza Duomo-piazza Beccaria-piazza Zuavi, di 3,386 km.
Con atto del 12 luglio 1907 il Comune di Casellina e Torri concesse alla Belga l'uso della strada fino al confine prossimo al torrente Vingone allo scopo di costruirvi ed esercitarvi una linea tranviaria che, allacciandosi a Legnaia a quella già esistente di Firenze-Lastra a Signa, congiungesse Firenze con Scandicci; la scadenza della relativa concessione fu fissata il 17 gennaio 1947. La Firenze-Scandicci-Vingone venne aperta all'esercizio il 15 giugno 1908. La linea di Bagno a Ripoli, prolungata fino a Grassina, a trazione elettrica, venne inaugurata il 14 febbraio 1909.
L'incremento del trasporto extraurbano dal 1899 al 1914 fu più che doppio, passando dai 7.800.000 viaggiatori del 1899 ai circa 18 milioni del 1914, con aumenti maggiori sulle linee elettriche rispetto a quelle a vapore.
Nel 1927 le linee extraurbane Firenze-Sesto Fiorentino di 8,967 km e Firenze-Badia a Ripoli-Bagno a Ripoli di 6,656 km vedevano in esercizio complessivamente 17 elettromotrici e 16 rimorchiate, trasportando rispettivamente 1.597.506 e 906.087 passeggeri.

### L'unificazione delle reti

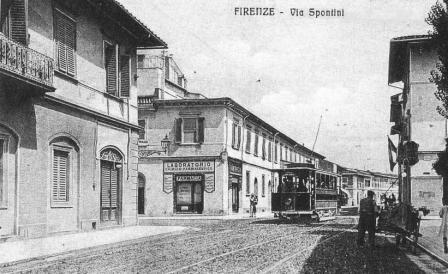
Tram in via Spontini

Con delibera del 3 gennaio 1921 la giunta comunale affidò ad una commissione l'incarico di eseguire un'indagine sulla situazione dell'azienda tranviaria di Firenze. Erano ancora presenti in questi anni linee tranviarie a vapore che, ad eccezione di un breve tratto di 1,5 km per le linee Prato e Poggio a Caiano, si trovavano tutte al di fuori del territorio comunale. La conclusione cui si giunse fu una proposta di dismissione linee extraurbane e la sostituzione della maggior parte di quelle urbane con autobus. Nel febbraio 1926, l'Amministrazione Comunale riconobbe tuttavia l'impossibilità dell'immediata sostituzione degli autobus ai tram. La scelta fu quindi quella dell'unificazione delle reti da esercitarsi dalla stessa TF, secondo nuove convenzioni. La durata della concessione della rete tranviaria doveva essere di 10 anni, restando sospese per questo arco di tempo tutte le precedenti concessioni relative alle linee "sociali".
Nel 1926, al compimento del secondo decennio di gestione della rete comunale da parte della Società Belga, si arrivò alla stipula di due nuove Convenzioni fra la stessa società esercente ed il Comune, firmate rispettivamente il 26 ed il 28 giugno, con le quali venne prevista l'unificazione delle reti "comunale" e "sociale", sotto la gestione dalla Société Les Tramways Florentins e l'introduzione di autoservizi ad integrazione e parziale sostituzione dei tram.

### Il fallimento della "Belga"
In seguito alla ristrutturazione del parco e all'impianto di nuove linee tranviarie, la Société Les Tramways Florentins si trovò in una situazione di grave difficoltà economica, arrivando alla decisione di emettere obbligazioni che raggiunsero quasi 54 milioni di franchi nel 1929. Fra il 1927 e il 1930 all'incremento del numero di passeggeri trasportati non fece tuttavia riscontro un aumento degli utili, né gli investimenti dettero i risultati sperati, anche a causa della concorrenza con la motorizzazione privata e dei prezzi praticati dalla Società Elettrica del Valdarno.
La TF si trovava in quegli anni alle prese con il problema derivato dalla necessità di elettrificare le ultime linee a vapore, anche per l'elevato costo del carbone, e con i progetti di decentramento dei trasporti pubblici consistenti nell'eliminazione dei tram dal centro, sul modello di quanto attuato a Roma, con attestamento dei capolinea delle linee extraurbane in piazza Santa Maria Novella in piazza dei Giudici e in piazza San Marco. Oltre a ciò era previsto la soppressione di tutti i rimorchi considerati come un intoppo alla circolazione dei veicoli.
Nel 1934 le sempre più frequenti interruzioni del servizio, amplificate dalla stampa imposero al Comune di risolvere la questione. Approfittando dell'imminente scadenza della concessione delle linee comunali la TF si dichiarò disponibile ad acquisire l'intera rete ma l'entità della richiesta fece arenare le trattative. Il problema principale derivava dai debiti accumulati verso la Società Elettrica del Valdarno, che il 27 aprile avanzò istanza di fallimento per la "belga" che, nonostante un tentativo di accordo promosso dal Governo, venne dichiarato il 27 settembre 1934.

### La gestione provvisoria
Il giorno successivo alla dichiarazione di fallimento venne nominato quale curatore l'ingegner A. Schiavon, il quale firmò l'atto di costituzione di una nuova società denominata Gestione Tranviaria Fiorentina (GTF). L'11 luglio 1935 Schiavon presentò la relazione consuntiva della curatela dichiarandosi soddisfatto dei suoi risultati raggiunti: l'esercizio provvisorio aveva permesso di pagare le forniture, le tasse ed i contributi di competenza e provveduto, a differenza di quanto fece la TF, all'assicurazione contro i danni di terzi. Fu inoltre ottenuta una riduzione del 25% sui prezzi precedentemente praticati per la fornitura di energia elettrica. Al 30 giugno di tale anno l'esercizio provvisorio poteva considerarsi concluso.
Per l'acquisto dell'azienda il Comune di Firenze contrasse un mutuo con la Cassa di Risparmio di Firenze per un totale di 18.500.000 lire, di cui 8.000.000 erano necessari per l'acquisto e 10.500.000 per gli investimenti nella rete. Il 21 marzo 1935 la consulta comunale approvava l'acquisto di "tutte le concessioni per esercizio sia di tranvie elettriche, sia a vapore e di linee di autobus sia elettriche sia con motore a scoppio, possedute dalla fallita Società Les Tramways Florentins anche se eventualmente non esercitate", formalizzato con atto con atto del 9 luglio 1935.
A seguito di ciò fu avviata una selezione per individuare un gestore privato del servizio cui si candidarono la Società Anonima Elettrovie Romagnole (SAER), appartenente al gruppo Breda, il Signor Iacopo Lazzi, la FIAT e la Società Veneta per costruzione ed esercizio di ferrovie secondarie italiane di Padova insieme alla Compagnia Generale di Elettricità (CGE) con l'intento di costituire una società di scopo.

### Le concessioni a FIAT e STU

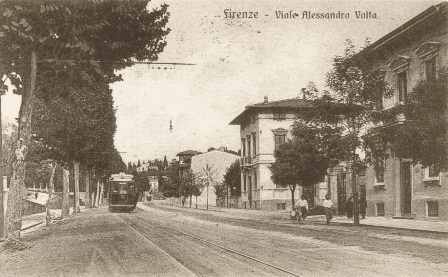
Firenze, viale Volta con il tram

In seguito ai suddetti negoziati, con delibera podestarile del 10 luglio 1935 il servizio venne concesso alla FIAT la quale continuò a operare sotto la sigla GTF avviando la gestione a partire dal 15 luglio 1935 sotto la direzione dell'ingegner Mancinforte Tancredi. Come effetto immediato dell'entrata in vigore della convenzione la tranvia a vapore del Chianti, ultima rimasta nella provincia fiorentina, venne soppressa il 1º agosto 1935.
Secondo l'impegno preso la FIAT avrebbe dovuto presentare, nell'arco di due anni e mezzo dalla stipula dell'atto, un "programma di riorganizzazione, modificazione ed innovazione dei servizi urbani e foranei di trasporto". Tale progetto fu presentato al Comune nel 1937. In esso si prevedevano la riduzione della rete tranviaria e la modifica di alcuni percorsi. Contemporaneamente si proponeva l'immissione di vetture a carrelli e l'impianto di altre linee filoviarie al posto di quei servizi tranviari che avrebbero richiesto un ristrutturazione dell'armamento, nonché l'eliminazione degli autobus ad accumulatori e la limitazione nell'uso di quelli a nafta così da evitare nuovi acquisti. La proposta richiedeva la modifica della Convenzione del 1935: per tale motivo su domanda della stessa FIAT il Comune di Firenze dispose con delibera podestarile del 1939 la revoca consensuale, con effetto dal 1º gennaio 1940, della stessa.
Il servizio di trasporto cittadino venne dunque affidato alla gestione di una controllata FIAT, la Società Trasporti Urbani (STU) con sede a Milano, in base a una nuova convenzione stipulata il 21 ottobre 1942, con validità retroattiva a partire dal 1º gennaio 1940. Con essa il Comune di Firenze affidava alla STU tutte le linee tranviarie urbane ed extraurbane, filoviarie ed automobilistiche in esercizio a tale data. La durata della concessione era di 20 anni, fino al 1º gennaio 1960.

### Epilogo

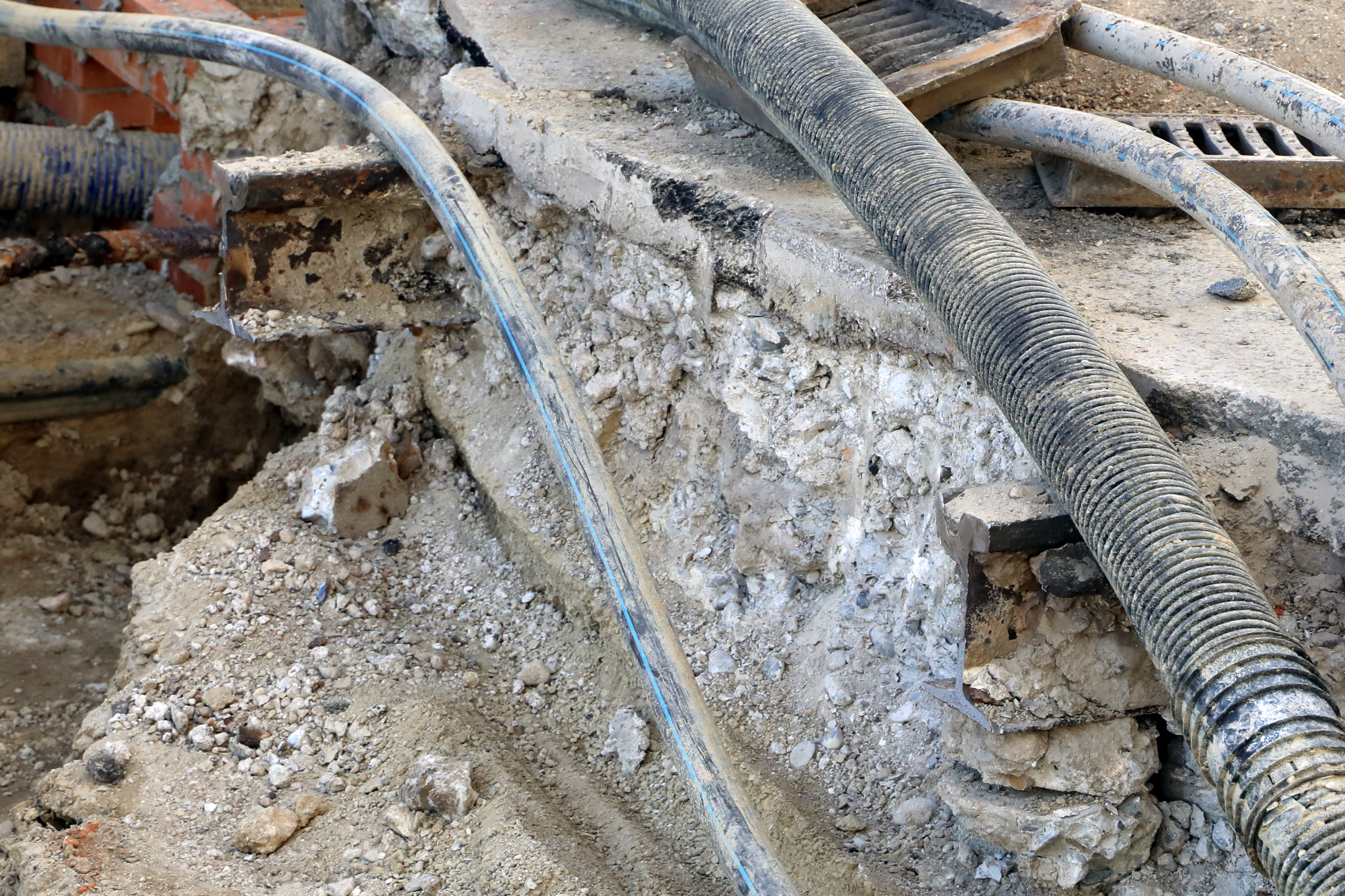
Binari del vecchio sistema tranviario sotto il manto stradale in via Cesare Battisti, emersi durante i lavori per la nuova linea T2 (2023)

L'idea di filoviarizzare interamente il servizio urbano di Firenze era conseguenza delle esperienze positive di alcune città italiane, nonché del fatto che, stante la grave situazione internazionale, non era stato possibile realizzare il programma di rinnovamento previsto; dal giugno 1940, con lo scoppio della seconda guerra mondiale, la situazione peggiorò ulteriormente.
I risultati d'esercizio della GTS, che negli 1935-1938 erano sostanzialmente in pareggio anche per l'introduzione dei filobus ed il notevole aumento del numero di persone trasportate e quindi anche dei prodotti d'esercizio, andarono nuovamente peggiorando.
Gli eventi bellici provocarono pesanti danneggiamenti alla rete tranviaria, che tuttavia fu ripristinata completamente nel 1951. Dopo la fine della seconda guerra mondiale il 1º gennaio 1946 il servizio fu svolto dall'Azienda Tranviaria Automobilistica e Filoviaria (ATAF). Tuttavia veicoli ed impianti furono ritenuti obsoleti e inadeguati. Si decise pertanto di eliminare gradualmente le varie linee, lasciando per ultime quelle a forte traffico e a doppio binario. Complice però "l'Operazione Strade" del 1955 (rifacimento del manto stradale nel centro storico, che aveva cominciato a deteriorarsi a causa dell'aumento del traffico privato e dei passaggi degli autobus), che comportò la soppressione dell'importante tratto attraverso via Cerretani, piazza del Duomo e via Martelli, il declino della rete accelerò, fino a che il servizio tranviario venne soppresso il 20 gennaio 1958 dalla giunta di Giorgio La Pira.
L'ultima corsa effettuata fu espletata dalla linea 17 e terminò in piazza Puccini.

### Ripristino
Nel corso degli ultimi due decenni del XX secolo le amministrazioni comunali fiorentine hanno scelto di ripristinare i servizi tranviari in alternativa al traffico cittadino, anche se con una rete di diversa e moderna concezione rispetto a quella tradizionale.

## Caratteristiche
L'intero insieme delle reti extraurbane ed urbane fu realizzato, fin dall'origine, a scartamento ordinario. Ai sistemi di trazione a vapore e animale fu via via sostituita la trazione elettrica a 600 V in corrente continua.

### La rete
I primi collegamenti tranviari urbani di Firenze derivarono da corse supplementari o da diramazioni rispetto alle tranvie extraurbane: alla tranvia per Prato e Poggio a Caiano, già significativa per il traffico urbano che generava, si aggiunse ad esempio nel 1880 la diramazione urbana per l'area chiamate "delle Cascine", futura linea 17, offrendo un servizio particolarmente apprezzato dalla popolazione in occasione di feste e gite nell'omonimo parco. Ad incrementare il flusso di viaggiatori era anche la presenza dell'ippodromo. Il percorso aveva capolinea nel piazzale delle Cascine e transitava attraverso l'omonimo borgo, interamente demolito nel 1927 per far posto all'edificio della Manifattura Tabacchi.

#### Nucleo centrale ed espansioni

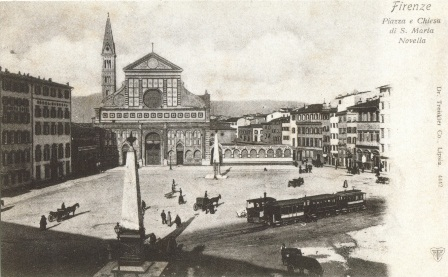
Capolinea di Santa Maria Novella

La "rete comunale" realizzata a partire dal 1906 in sostituzione dei precedenti collegamenti con omnibus misurava complessivamente 18,2 km e comprendeva le seguenti linee:
- Porta San Frediano
- Porta Romana
- Porta al Prato
- Piazza d'Azeglio
- Cure
- Ponte Rosso (per Via Cavour)
- Ponte Rosso (per Piazza Indipendenza)

Nell'ambito della convenzione del 1906 furono previste la concessione di una linea dal Duomo per il Romito fino a Rifredi, il prolungamento della linea del Campo di Marte fino alla Barriera della Querce e il congiungimento di quest'ultima con quella che dal Duomo portava alla Barriera del ponte all'Asse. Per la prima volta l'identificazione della linea con il numero: l'1 fu assegnato alla tranvia delle Cure, il 2 a quella del Ponte Rosso. I lavori di trasformazione delle linee di omnibus iniziarono subito dopo la deliberazione della Giunta giungendo all'attivazione delle prime linee l'anno successivo. La Belga attivò in questo periodo altre linee elettriche fra cui la linea Logge del Mercato Nuovo-Velodromo delle Cascine e la piazza della Signoria-via del Cenacolo, rispettivamente il 13 maggio ed il 13 giugno 1908. Nel 1910 fu adeguata la nuova centrale di alimentazione delle linee tranviarie.
La zona di Rifredi, per la quale nel 1919 fu redatto un piano particolareggiato, era servita da quattro linee tranviarie ossia la 18 extraurbana per Sesto Fiorentino (Via de' Pecori-Sesto), la 23 (Piazza Gavinana-Via dello Steccuto), la 28 (Via de' Pecori-Via dello Steccuto) e la 30 nero (Via de' Pecori-Careggi), tutte passanti per la via del Romito. Era inoltre in opera, dai primi anni del novecento fino al 25 novembre 1927, la linea 2 nero (Piazza Signoria-Passaggio a livello via Vittorio Emanuele), sostituita fino al 1938 dalla linea 4 nero Via Vittorio Emanuele-Via Dante da Castiglione. Presso i Macelli Pubblici faceva capolinea la linea 8 da via del Pratellino al passaggio a livello di Rifredi.
Nel 1920 a Varlungo fu realizzata la fabbrica FILA, che comportò l'afflusso di una notevole presenza operaia. Varlungo, dov'era presente anche una sottostazione elettrica, e Rovezzano erano già servite sia dalla tranvia 10 sia, a partire dal 1927, dalla linea 22 che da piazza Duomo si inoltrava fino agli abitati di Bellariva. Dal 1939 venne deciso di affiancare a questa la linea 30 rosso, prolungata da Bellariva a Careggi.
La parte di territorio che si estendeva verso la Badia a Ripoli, ancora prevalentemente agricola, dal 1907 fu servita dalla linea 11 che effettuava il servizio da piazza Duomo a Bagno a Ripoli, integrata anche dalla 12 che dalla medesima piazza del Duomo raggiungeva l'abitato di Grassina.
Il quartiere di San Quirico e il comune di Scandicci erano serviti rispettivamente dalle linee 15 (Via de' Pecori- Casellina) e 16 (Via de' Pecori- Vingone). Nel 1921 furono soppressi la tranvia a vapore Casellina-Porto di Mezzo e il tratto per Poggio a Caiano e Prato, con lo spostamento del capolinea di questa da piazza Santa Maria Novella a piazza Puccini mentre il tragitto continuava fino a Peretola, Brozzi e Campi. Nel 1931 fu inaugurata la linea 29 che da via de' Pecori raggiungeva Peretola, in seguito all'eliminazione della tranvia a vapore per Brozzi e Campi.
Il 1º gennaio 1911, in esecuzione della legge n. 435 del 7 luglio 1910, vennero aggregate al comune le frazioni di Settignano e Trespiano già appartenenti al comune di Fiesole.
Al 1921, anno dell'indagine a cura dell'apposita commissione, la situazione risultava la seguente:
| Linea | Destinazione/percorso             | Lunghezza (km) | Gruppo           | Trazione             | Tipo        |
| ----- | --------------------------------- | -------------- | ---------------- | -------------------- | ----------- |
| 1     | Cure                              | 3,162          | Tranvie comunali | Elettrica            | Urbana      |
| 2     | Ponte Rosso (Via Cavour)          | 2,430          | Tranvie comunali | Elettrica            | Urbana      |
| 3     | Ponte Rosso (Indipendenza)        | 2,950          | Tranvie comunali | Elettrica            | Urbana      |
| 4     | Porta Romana (Via dei Pecori)     | 2,029          | Tranvie comunali | Elettrica            | Urbana      |
| 5     | Porta al Prato                    | 2,826          | Tranvie comunali | Elettrica            | Urbana      |
| 6     | Via del Cenacolo                  | 3,277          | Tranvie comunali | Elettrica            | Urbana      |
| 7     | Fiesole                           | 7,855          | Linee sociali    | Elettrica            | Urbana      |
| 8     | Campo di Marte-Ponte all’Asse     | 7,856          | Linee sociali    | Elettrica            | Urbana      |
| 8     | Campo di Marte-Gelsomino (merci)  | 7,611          | Linee sociali    | Elettrica            | Urbana      |
| 9     | Settignano                        | 6,803          | Linee sociali    | Elettrica            | Urbana      |
| 10    | Rovezzano                         | 5,160          | Linee sociali    | Elettrica            | Urbana      |
| 11    | Bagno a Ripoli                    | 6,736          | Linee sociali    | Elettrica            | Urbana      |
| 12    | Grassina                          | 9,233          | Linee sociali    | Elettrica            | Urbana      |
| 13    | Viale dei Colli                   | 7,097          | Linee sociali    | Elettrica            | Urbana      |
| 14    | Porta Romana (Logge)              | 2,290          | Tranvie comunali | Elettrica            | Urbana      |
| 14    | Tavarnuzze (da Porta Romana)      | 6,916          | Linee sociali    | Elettrica            | Urbana      |
| 15    | Porta S. Frediano (Casellina)     | 1,563          | Tranvie comunali | Elettrica            | Urbana      |
| 15    | Casellina (da Porta San Frediano) | 5,780          | Linee sociali    | Elettrica            | Urbana      |
| 16    | Porta S. Frediano (Vingone)       | 1,563          | Tranvie comunali | Elettrica            | Urbana      |
| 16    | Vingone (da Porta San Frediano)   | 6,071          | Linee sociali    | Elettrica            | Urbana      |
| 17    | Cascine                           | 3,634          | Linee sociali    | Elettrica            | Urbana      |
| 18    | Sesto                             | 9,033          | Linee sociali    | Elettrica            | Extraurbana |
| 19    | Circonvallazione                  | 6,364          | Linee sociali    | Elettrica            | Urbana      |
| *     | Prato                             | 19,300         | Linee sociali    | Elettrica e a vapore | Extraurbana |
| *     | Poggio a Caiano                   | 17,000         | Linee sociali    | Elettrica e a vapore | Extraurbana |
| *     | Signa (da Porta San Frediano)     | 13,900         | Linee sociali    | Elettrica e a vapore | Extraurbana |
| *     | Greve (da Porta Romana)           | 29,400         | Linee sociali    | Elettrica e a vapore | Extraurbana |
| *     | San Casciano (da Porta Romana)    | 16,100         | Linee sociali    | Elettrica e a vapore | Extraurbana |

Dopo la Convenzione del 1926 vennero aperte in ottobre la linea Piazza Signoria-La Lastra, nel 1929 prolungata a Trespiano, e l'anno successivo quella di l'Antella, nel 1927. Fra tale anno e il 1933 furono sostituiti dagli autobus i tronchi a vapore sui tratti Peretola-Brozzi e Peretola-Campi, con l'affidamento del servizio alla SITA; il rimanente tratto Ponte alle Mosse-Peretola venne elettrificato. Il vapore, divenuto antieconomico per l'eccessivo costo del carbone, rimaneva ancora sulla Tavarnuzze-Greve-San Casciano, da dove fu eliminato il 1º agosto 1935.
Più consistenti furono le aggregazioni del 1º gennaio 1929, in esecuzione del regio decreto n. 2562 del 1º novembre 1928, quando a Firenze vennero aggregate le frazioni di Castello, Brozzi, Campi Bisenzio, Ponte a Greve, Galluzzo e Ponte a Ema. Galluzzo era servita dal 14 fra le Logge del Mercato Nuovo e Tavarnuzze, passando per il Poggio Imperiale, e dalla linea 4 nero che inizialmente da Via de' Pecori arrivava a Porta Romana e poi, dal 1927, cambiò i capolinea partendo dalle Logge del Mercato Nuovo fino a via Dante da Castiglione.
Dopo l'eliminazione del tronco di tranvia a vapore Porta Romana-Tavarnuzze la linea 14 funse fino al 31 luglio 1935, giorno della soppressione della tranvia a vapore per Greve e San Casciano, da coincidenza con la stessa. Nel 1936 fu soppressa la linea 2 rosso, che dal 1926 da piazza della Signoria raggiungeva la via Bolognese all'angolo con via Trieste, sostituita con la tranvia 4 rosso che da San Gaggio partiva alla volta di Via Bolognese, inoltrandosi nel quartiere del Pellegrino. per servire Ponte a Ema il 18 settembre 1927 fu inaugurata la linea 27 sul tragitto Piazza Duomo-Antella, quale diramazione della linea 12 per Grassina. Il 24 ottobre 1929 iniziò il servizio della linea 25 da Piazza Signoria a Trespiano, in sostituzione della precedente linea 24 che da piazza della Signoria faceva capolinea a La Lastra. L'abitato di Settignano invece era servito dalla linea 9 in partenza da Piazza del Duomo.
I Viali erano serviti da una linea tranviaria circolare, la 19, che fino al 1926 seguiva il tragitto Piazza dei Giudici-Viali-Piazza Vittorio Veneto. Dal 31 ottobre 1926 la stessa venne sdoppiata in 19 nero e 19 rosso, a seconda del senso di marcia.
Nel 1925 il capolinea della linea 8 (Viale Militare-Passaggio a Livello di Rifredi) fu arretrato dal viale Militare (poi Viale dei Mille) a via del Pratellino, e nel 1927 fu istituita la linea 20 Piazza Duomo-Via del Pratellino, i cui capolinea vennero poi spostati nel novembre dello stesso anno da via del Pratellino a piazza San Gervasio e nel 1937 da piazza Duomo a piazza Stazione. Anche la linea 17 (Via de' Pecori-Piazzale delle Cascine) vide dal 1939 il capolinea spostato dal centro in piazza San Gervasio.
Per favorire lo sviluppo a Le Cure anche la linea 1 nero vide lo spostamento del capolinea da Via Firenzuola, a Via Dino Compagni fino a Via Boccaccio nel marzo 1928. Nel 1932 e fino al 1937, operò altresì la linea sussidiaria 1 rosso. San Salvi e l'Affrico erano serviti dalla linea 21, che a partire da piazza Duomo raggiungeva la Filarocca fin dal 1927, limitata poi dal 1935 al passaggio a livello dell'Affrico; soppressa il 14 ottobre, il giorno seguente venne istituita la 30 rosso sul tratto Passaggio a livello dell'Affrico-Careggi. Il Pellegrino vedeva il passaggio per via Bolognese prima della linea 24 piazza Signoria-La Lastra (dal 1926 al 1929) e poi, in sostituzione della precedente, della 25 per Trespiano. Sempre nel 1926 fu istituita la 2 rosso, variante della 2 nero, che dal Ponte Rosso piegava per via XX Settembre fino a raggiungere via Vittorio Emanuele, sostituita giugno 1936 dalla 4 rosso che dal San Gaggio raggiungeva via Trieste.
Montughi risultava servita dal passaggio delle tranvie per La Lastra prima e per Trespiano poi, da quelle per il Pellegrino. Sempre in Via Vittorio Emanuele si attestava anche la linea 4 nero (Via Vittorio Emanuele-Via Dante da Castiglione) che dal 1927 aveva preso il posto della 2 nero (Piazza Signoria-via Vittorio Emanuele).

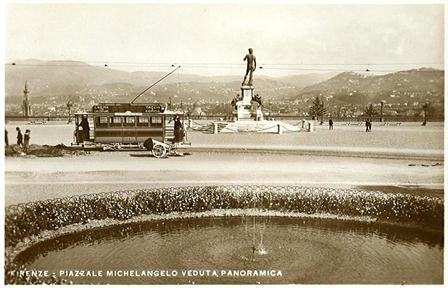
Piazzale Michelangelo con il tram

Ricorboli fu servita dal 1927 dalla linea 23 (Piazza Gavinana-Via dello Steccuto); a partire dall'ottobre 1935, fu istituita la sussidiaria 23 barrato che da piazza Duomo giungeva fino a piazza Gavinana, prolungata fino a piazza Stazione dall'ottobre 1939. Le tranvie extraurbane per Bagno a Ripoli, Grassina e l'Antella, (linee 11, 12 e 27), prima di innestarsi in via di Ripoli percorrevano dal centro fino a via G. Orsini un tratto comune con la linea 23.
Il Pignone fra il 1911 ed il 1936 era raggiunto dalle tranvie 15 e 16 per Casellina e Vingone, che partendo da via de' Pecori attraversavano via de' Fossi, il Ponte alla Carraia e si immettevano in piazza Nazario Sauro girando poi nella via Pisana.
Per servire il nuovo ospedale di Careggi, furono istituite nel 1935 le linee 30 nero e 30 rosso, che coprivano rispettivamente il percorso Via de' Pecori-Careggi e Passaggio a livello Affrico-Careggi.
A sud della città il Piazzale Michelangelo era attraversato fin dai primi anni del novecento dalla linea 13 che da Piazza del Duomo attraverso il Ponte alle Grazie e piazza Ferrucci si immetteva sul viale Michelangelo facendo capolinea in Via del Gelsomino, dove era presente un deposito tranviario. Nel 1927, la linea 13 divenne circolare e la si denominò 13 nero con il percorso Piazza Duomo-Piazzale Michelangelo-Porta Romana-Piazza Duomo la circolare inversa era denominata 13 rosso.

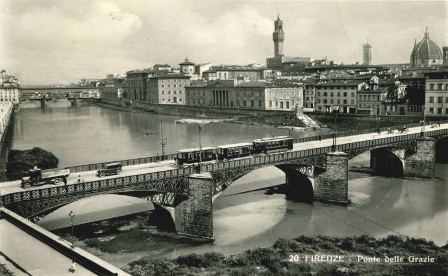
Il Ponte delle Grazie

Alla linea di Fiesole, prima in Europa ad essere elettrificata, era assegnato il numero 7, con un percorso che da piazza Duomo, attraversava via de' Servi, via G. Capponi, viale dei Mille, viale Volta e via di San Domenico giungendo in piazza Mino a Fiesole. Il 29 ottobre 1935 questa linea venne sdoppiata, per cui la parte urbana restava tranviaria sul percorso piazza Duomo-San Domenico e veniva gestita dalla GTF, mentre l'itinerario extraurbano da San Domenico a Fiesole, veniva effettuato con autobus della SITA. I binari del tram rimasti inutilizzati da piazza Duomo a piazza Edison furono reimpiegati per l'impianto di una nuova linea sussidiaria denominata 7 barrato.
Lo stadio, progettato da Pier Luigi Nervi, completato e inaugurato nel 1932, era servito da due linee, quella per Settignano e cioè la 9 che passava in via Campo d'Arrigo e nel viale M. Fanti e dalla 20 che, fino al 1927 da piazza Duomo andava fino a via del Pratellino per essere poi spostata in piazza di San Gervasio per servire l'omonimo quartiere.La zona delle Cascine, dove era sorta anche la Manifattura Tabacchi, veniva raggiunta dalla linea 17 che partiva da via de' Pecori e faceva capolinea nel piazzale del Re (poi piazzale delle Cascine).
In seguito all'attivazione della nuova stazione di Santa Maria Novella, fra il 1935 ed il 1939, la rete tranviaria fiorentina subì radicali cambiamenti, con nuove direttrici di marcia che presero lo spunto dal totale rifacimento della piazza e dall'arretramento del fabbricato ferroviario.

#### La rete via via ridimensionata
Nei primi anni trenta avanzò l'idea di sostituire con autobus il tram nelle zone centrali delle grandi città, sull'esempio di Parigi. A Firenze il proposito era quello di abolire tutte le linee tranviarie entro la cerchia dei viali di circonvallazione ed attestare quelle periferiche alla circolare in funzione su tali viali. La proposta però non fu mai attuata se non per l'abolizione del percorso via Calzaioli-piazza della Signoria-via Vacchereccia così che le linee interessate vennero spostate alle Logge del Mercato Nuovo. In conseguenza dei lavori per il cambiamento di marcia effettuati nel 1938, il capolinea della linea 20 fu trasferito in piazza della Stazione.
La concessione al 15 luglio 1935, comprendeva le seguenti linee tranviarie urbane ed extraurbane:
- Linee 1 nero e 1 rosso: Cure
- Linea 2: Pellegrino
- Linea 3: Ponte Rosso
- Linea 4: Ponte Rosso-Porta Romana
- Linea 6: Via del Cenacolo
- Linea 7: Fiesole
- Linea 8: Campo di Marte- Ponte all'Asse
- Linea 9: Settignano
- Linea 10: Rovezzano
- Linea 11: Bagno a Ripoli
- Linea 12: Grassina
- Linea 13: Viale dei Colli (linea circolare)
- Linea 14: Tavarnuzze
- Linea 15: Casellina
- Linea 16: Vingone
- Linea 17: Cascine
- Linea 18: Sesto
- Linea 19: Viali di Circonvallazione
- Linea 20: Piazza S. Gervasio
- Linea 21: Filarocca
- Linea 22: Bellariva
- Linea 23: Piazza Gavinana-Via dello Steccuto
- Linea 25: Trespiano
- Linea 27: Antella
- Linea 28: Via dello Steccuto (Rifredi)
- Linea 29: Centro- Peretola-Brozzi/Campi (esercita in parte con autobus)
- Linea 30: Careggi (Fattoria)
- Linee del Chianti per Greve e San Casciano (esercite in parte con trazione a vapore)

Fra il 1937 ed il 1938 vennero inaugurate le prime tre filovie fiorentine: quella per Settignano, per Fiesole e per via Tavanti, verso il quartiere operaio di Rifredi, portando all'eliminazione delle relative tranvie. In seguito alla elettrificazione della ferrovia Firenze-Roma la tranvia di Settignano dovette essere abbandonata nel suo tratto extraurbano limitandone il percorso dal centro al passaggio a livello ferroviario dell'Affrico. Il 1º gennaio 1940, in conseguenza dell'estensione dei servizi filoviari, la rete STU risultava così ridimensionata:
Tranvie urbane
- Linea nº 1: Logge M. Nuovo-Via Boccaccio
- Linea nº 3: Logge M. Nuovo-Via Puccinotti
- Linea nº 4 (nero): Ponte Rosso-Porta Romana
- Linea nº 4 (rosso): Via Trieste-S. Gaggio
- Linea nº 6: Logge M. Nuovo-Via Fra' P. Sarpi
- Linea nº 8: Viale dei Mille-Via di Rifredi
- Linea nº 10: Piazza Duomo-Rovezzano
- Linea nº 13: Viale dei Colli (circolare)
- Linea nº 17: Piazza SS. Gervasio e Protasio-Cascine
- Linea nº 19 (nero): Viali di Circonvallazione da Piazza Stazione a Piazza Stazione (circolare)
- Linea nº 19 (rosso): Come la precedente, ma percorso inverso
- Linea nº 20: Piazza Stazione-Piazza SS. Gervasio e Protasio
- Linea nº 22. Piazza Duomo-Bellariva
- Linea nº 23: Piazza Gavinana-Via dello Steccuto
- Linea nº 25: Via de' Pecori-Trespiano
- Linea nº 30 (nero): Bellariva-Piazza Dalmazia
- Linea nº 30 (rosso): Bellariva-Piazza di Careggi

Tranvie extraurbane
- Linea nº11: Piazza Duomo-Bagno a Ripoli
- Linea nº 12: Piazza Duomo-Grassina
- Linea nº 14: Logge M. Nuovo-Tavarnuzze
- Linea nº 15: Via de' Pecori-Casellina
- Linea nº 16: Via de' Pecori-Vingone
- Linea nº 18: Via de' Pecori-Sesto Fiorentino
- Linea nº 27: Piazza Duomo-Antella
- Linea nº 29: Via de' Pecori-Peretola

A seguito della convenzione del 1940 la STU e l'Amministrazione Municipale concordarono una modifica della rete volta anche a riallocare il capolinea delle linee interurbane in piazza della Stazione, mirando a sostituire con autoservizi i tram entro la zona compresa fra piazza Beccaria, i viali di Circonvallazione, piazza della Stazione, piazza Vittorio Veneto, il Ponte della Vittoria, piazza Pier Vettori, Porta Romana, il viale dei Colli, piazzale Michelangelo e piazza Ferrucci.

## Materiale rotabile
Secondo la relazione della commissione comunale del 1921 il materiale tranviario era così composto:
- 168 motrici
- 100 rimorchi per linee elettriche
- 40 rimorchi per linee a vapore
- 23 locomotive
- 10 locomotori elettrici
- 38 carri merci

La necessità di un miglior servizio tranviario cittadino portò nel 1923 alla ricostruzione delle casse delle motrici elettriche all'interno delle officine aziendali. Questa operazione che si prolungò fino al 1932 comportò la completa ristrutturazione di 143 vetture delle 168 presenti nei depositi. Esteriormente le vetture furono migliorate, ma da un punto di vista della meccanica le caratteristiche di marcia dei tram rimasero le medesime.
I nuovi arrivi di materiale rotabile si ebbero però più tardi e precisamente nel 1926-27, quando, presso la società, furono costruite 12 nuove casse per 12 nuovi telai importati dalla Francia, con caratteristiche uguali a quelle dei veicoli ricostruiti. Tali vetture, più grandi, risultarono veramente preziose nell'uso quotidiano permettendo di accelerare il riordino di quelle vecchie senza grossi sacrifici per l'utenza.
Negli anni trenta la consistenza del parco arrivò a quasi duecento unità.